# Flock of Four
Flock of Four è un film del 2017, diretto da Gregory Caruso.
Il film è basato sull'omonimo cortometraggio girato dallo stesso Caruso nel 2016.

## Trama
Nella Los Angeles del 1959, quattro amici si mettono alla ricerca di un leggendario musicista jazz.

## Accoglienza
Il film ha un punteggio del 60% su Rotten Tomatoes.  Hunter Lanier di Film Threat ha assegnato al film quattro stelle su cinque.
The Hollywood Reporter ha dato al film una recensione positiva, definendolo "Un tentativo profondamente serio di conciliare una vecchia questione di razza e eredità."
Robert Abele del Los Angeles Times ha dato una recensione negativa e ha scritto "Sebbene ogni luogo sia fotografato con una riverenza quasi maestosa, è, sì, un'altra mini-odissea della storia nera attraverso gli occhi bianchi..."